# 勝山合戦
勝山合戦（かつやまかっせん）は、戦国時代の永正5年10月4日（1508年10月27日）に起こった甲斐武田家の内紛。この合戦で武田信虎が勝利し、武田宗家における内紛は終結した。

## 合戦地
合戦地の「勝山」は甲府盆地南縁に所在する。甲駿国境に近い軍事的要衝で中道往還が通過する。沿道には勝山城が所在する。

## 内紛の前兆
武田宗家では明応元年（1491年）に信昌・信縄間で家督争いがおこり、信縄が勝って信昌を隠居させる事件が起きていた。このため延徳4年（1492年）6月に武田信縄、武田信昌・油川信恵父子の間で家督をめぐる内訌が発生する（『勝山記』『王代記』『塩山向嶽禅庵小年代記』）。この争いは信昌・信恵側が優位に立ち、信縄は明応2年（1493年）の段階で劣勢にあった（『勝山記』）。しかし信縄は勢力を盛り返し、明応3年（1494年）3月26日に信恵軍に大勝し、信恵を支持する有力者の多くを戦死させた（『勝山記』『一蓮寺過去帳』）。これにより信縄と信昌・信恵の争いは両者共に膠着状態となった。
同時期、伊豆の堀越公方家では足利政知が死去し、子の茶々丸の相続により北条早雲が伊豆に侵攻し、敗れた茶々丸は伊豆から甲斐へと落ち延びていた。このため今川氏親・早雲による甲斐侵攻が行なわれている。このような事態のため、明応7年（1498年）に起こった大地震を契機として信縄と信昌・信恵との間で和睦が成立した。この和睦により、信昌は信縄の家督相続を事実上承認し、以後武田宗家は隠居の信昌・当主の信縄による共同統治により運営が行なわれている。
永正2年（1505年）9月16日に信昌が死去。2年後の2月14日には信縄が死去し、宗家の家督は信縄の嫡子で僅か14歳の信虎が相続する。このような事態を見てか、信恵は弟の岩手縄美や栗原昌種、河村重家、小山田弥太郎（信恵の従兄弟）、工藤氏、上条彦七郎、加藤氏らと結んで挙兵し、明応期に結ばれた和約は破綻した。

## 勝山合戦とその後
永正5年（1508年）10月4日、信虎は勝山合戦において信恵軍に大勝した（『勝山記』）。これにより信恵だけではなく、その息子の弥九郎、清九郎、珍宝丸や岩手縄美、栗原昌種、河村重家ら油川一族とその有力家臣の大半を葬り去った。小山田弥太郎・上条彦七郎は12月に武田信縄に対して再度反抗したが、12月5日に国中において戦死した。このため、工藤某と小山田平三は伊豆韮山に落ち延びて北条早雲を頼った（『一蓮寺過去帳』『勝山記』）。このため郡内小山田氏は弱体化し、永正6年（1509年）に信虎は郡内小山田氏の本拠・郡内に侵攻して同地を焼き払い、郡内小山田氏方は大損害を被った。永正7年（1510年）春、小山田弥太郎の嫡子・小山田信有は事実上信虎に降伏する形で信虎に和睦を申し入れ、信虎は自らの妹を信有に嫁がせて両家の融和を図り、郡内小山田氏は武田宗家と実質降伏・形式同盟という形で婚姻従属同盟が成立した（国中・郡内合戦）。
永正11年（1514年）、油川信恵の子油川信友が、油川山泉龍寺を父の菩提を弔う目的で建立している。
この勝山合戦は、20年間に及ぶ武田宗家の内紛を事実上終結させる戦いとなった。この後も甲斐では武田宗家とそれに反抗する庶家、国人領主との間で内紛は絶えず発生し、それに付け込んだ外部勢力の侵略も受けるが、宗家の内紛に関しては武田信虎・晴信間で信虎追放が行なわれるまでは発生していない。その理由として勝山合戦で反信虎勢力が担ぎあげるべき旗頭が悉く戦死し、大義名分が反対勢力に消え失せたことが挙げられる。また武田信昌・武田信縄の共同統治で油川信恵ら反対派の勢力はかなり衰退していた事も一因として挙げられ、この合戦は武田宗家による甲斐統一の第一歩となった。